# 灰矮人
灰矮人(gray dwarves)或杜尔加矮人（Duergar）是角色扮演游戏《龙与地下城》的《被遗忘的国度》设定中的一种生物。他们是被矮人驱赶出部落的化外之民，居住在幽暗地域。
灰矮人经常和卓尔精灵作战，但也经常与他们进行贸易往来。他们与矮人一样，善于制造武器。

## 外形特征
成年灰矮人身高约4-4.5英尺（1.2-1.4米），体重与成年人类体重相当（约125-250磅，即55-115公斤）。男性比女性稍高，体重则重很多。大多数灰矮人是光头（包括女性），他们皮肤颜色通常是暗灰色的，眼睛呈冷黑色。灰矮人身穿土褐色或灰黄色的衣服，有时会佩戴一些黯淡无光的珠宝。

## 生活环境
灰矮人一般生活在幽暗地域的地底世界中，比较著名灰矮人城市的是Dunspeirrun和格莱克斯图格城（Gracklstugh）。
格莱克斯图格城是灰矮人王国Deepkingdom的首都，也被称为锋刃之城（City of Blades），因其盛产高质量的武器而得名。这座城市大约有36000人口，位于Evermoors南方的幽暗地域中层，紧挨着名为黑湖（Darklake）的幽暗地域之海。灰矮人王国Deepkingdom是一个强势的政权，控制着周围几十英里内的坑道和洞穴，国王赫迦·钢影四世（King Horgar Steelshadow IV）是一个男性灰矮人战士/法师。格莱克斯图格城还居住着一条名为希博恰德（Themberchaud）的红龙，被称为巨龙铁匠。

## 特殊能力
灰矮人的种族特性大部分都和矮人相似，但也与一些不同，例如：他们拥有120英尺的黑暗视觉（普通的丘陵矮人只有60尺），但因为长期居住在地下，导致他们畏惧强光。灰矮人的体格非常强壮，虽然不免疫一般毒素，但魔法或炼金术的毒素都无法影响他们，此外，他们还对麻痹、魅影免疫。灰矮人天生拥有巨大术和隐形能力，而且具有高超的心灵能力，这些都是普通的矮人所没有的。
灰矮人大约50岁成年，寿命可超过400岁。他们一般信仰拉杜格（Laduguer）（灰矮人的守护神），也有一些信仰灵能之神奥潘瑟(Auppenser)。
灰矮人说矮人语和地底通用语，其阵营通常是守序邪恶。

## 和其他种族的关系
灰矮人痛恨大多数的种族，他们也普遍不受任何其他社会欢迎。
幽暗地域中的灵吸怪城市奥灵多尔城被认为是现存灰矮人的发源地。根据灰矮人的传说，几千年以前杜尔加部落被其他的矮人放逐，后来他们遭到夺心魔的奴役而成为奴隶。灵吸怪们希望能够创造一种对他们忠心耿耿的奴隶，杜尔加矮人被奴役和损害无数代后逐渐变成了矮人的新亚种。但最后灰矮人们摆脱了精神控制，从奥灵多尔城逃走。
灰矮人没有忘记这些历史，他们用专门对付夺心魔的战术来训练自己的士兵。他们同样憎恨其他种类的矮人，并且不时的与其他地底生物结盟去进攻对抗这些远亲。
历史上灰矮人曾经和卓尔精灵联盟并对精灵发动战争，但卓尔和灰矮人这两个种族之间并无信任可言。

## 相关的文学和游戏
在小说黑暗精灵三部曲之《流亡》中，崔斯特一行曾在逃离灵吸怪城市后和灰矮人战斗。第二十二章讲述了这场战斗：……喀拉卡尚未靠近，一根木棒飞过来击中他的膝盖，隐形的灰矮人得意地笑出声。另外两个也开始隐形，不过喀拉卡现在无心顾及他们。……
在电脑游戏博德之门II第一章中，有一个任务要求主角从一群灰矮人那里夺回橡树种子。还有一个因为不被信任而导致秘银被一个地表矮人罪犯夺走的灰矮人矿石商。
在电脑游戏无冬之夜的资料片《黑域部落》和无冬之夜2中，都有大量的NPC灰矮人敌人。

## 神话学来源
灰矮人的神话学原型来自于北歐神话中的杜尔加矮人。